# 丹西街道
丹西街道，是中华人民共和国浙江省宁波市象山县下辖的一个乡镇级行政单位。

## 行政区划
丹西街道下辖以下地区：
新建社区、北路社区、文昌社区、蓬莱社区、瑶琳社区、白鹤社区、杨家村、横墙弄村、横塘欧村、小河头村、菱河头村、上街头村、樟树下村、六升村、小厅村、小东洋村、洋心村、韩家村、仇家山村、南沙村、九顷村、北门村、西门村、杨蓬岙村、方井头村、三岔路村、秧田头村、五丰村、西港村、新碶头村、路下林村、白石村、珠水溪村、上吴村和董何碶村。